# SILO (boot loader)
SILO (SPARC Improved bootLOader) fue el cargador de arranque utilizado por el Sistema Operativo GNU/Linux para cargar el kernel Linux en sistemas basados en SPARC(32-bit) y UltraSPARC(64-bit). También puede ser utilizado por el Sistema Operativo Solaris en lugar de su cargador de arranque estándar.
SILO en general, es similar a la versión básica de LILO.  Muestra "boot:" al iniciarse, donde el usuario puede pulsar la tecla Tab para ver las imágenes disponibles para su arranque. El formato de su archivo de configuración es bastante similar a la de LILO, así como algunas de las opciones de línea de comandos. Sin embargo, SILO difiere significativamente de LILO, ya que lee y analiza el archivo de configuración en el momento del arranque, por lo que no es necesario volver a ejecutarlo después de cada cambio que se efectúe en ese archivo o en las imágenes del kernel instaladas. SILO es capaz de acceder a sistemas de archivos con los formatos ext2, ext3, UFS, ROMFS e ISO 9660, lo que le permite arrancar núcleos diferentes núcleos en ellos (de forma similar a GRUB).
SILO también cuenta con soporte para descompresión transparente gzip de imágenes vmlinuz, haciendo innecesario el formato bzImage en SPARC Linux.
SILO se carga desde SPARC PROM.
Está licenciado bajo los términos de la GNU General Public License (GPL).